# Jemmy Button
Orundellico, célèbre sous le nom de Jeremy Button ou Jemmy Button (1815-1864), était d'origine fuégienne, issu de l'ethnie Yagan ou Yámana provenant des îles de la Terre de Feu, archipel aujourd'hui divisé entre l'Argentine et le Chili.
Il a été emmené en Angleterre par le capitaine Robert FitzRoy à bord du HMS Beagle et est devenu une personnalité célèbre pendant cette période.

## HMSBeagle

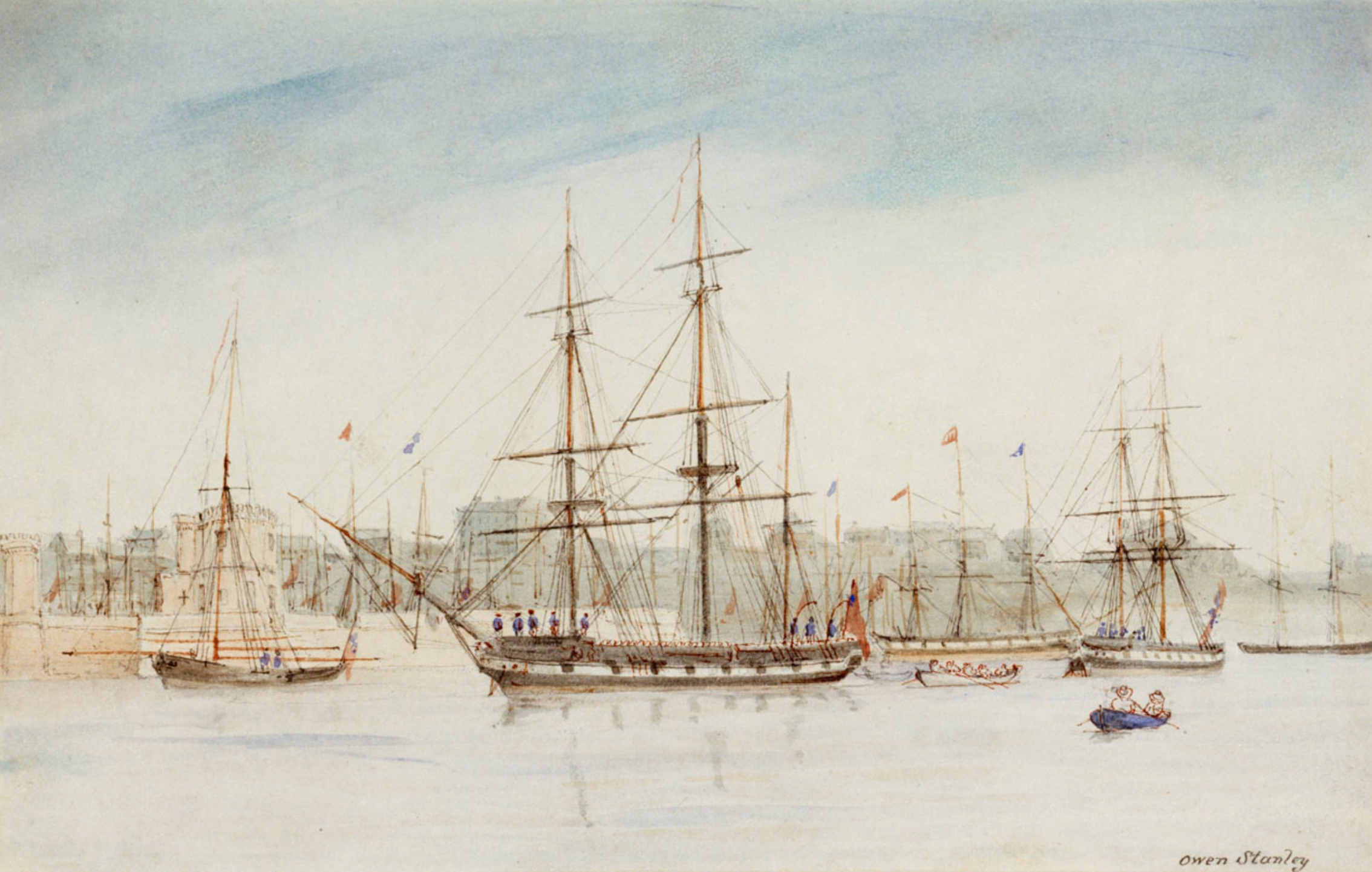
HMS Beagle (au centre), aquarelle par Owen Stanley (1841)

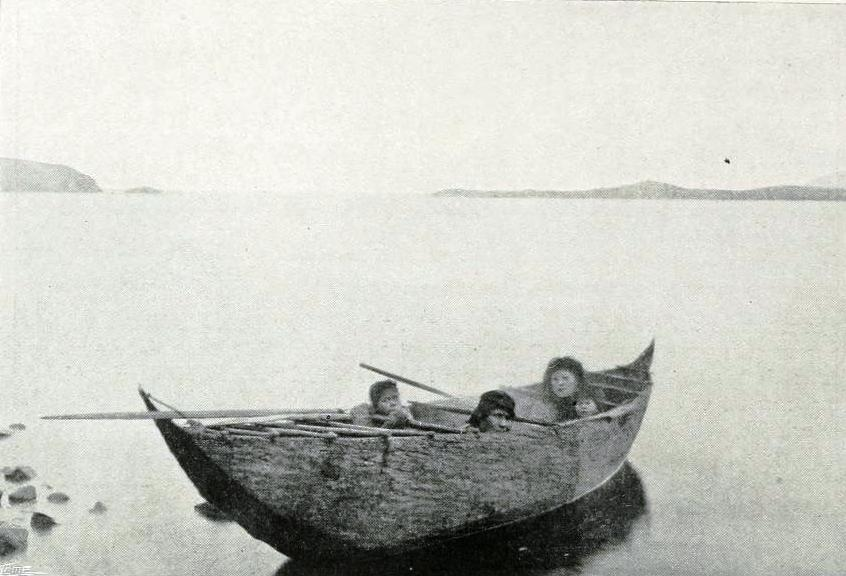
Une famille Yagan à l'intérieur d'un canot

Le 29 janvier 1830, Robert FitzRoy, à la tête de la première expédition du célèbre HMS Beagle, envoie son officier de navigation, le lieutenant Murray, avec une baleinière et cinq hommes au cap Désolation pour déterminer sa position et avoir des observations pour connecter les relevés, avec des provisions pour une semaine.
Le temps devient mauvais et se transforme en tempête. Le 3 février, quand le temps s’améliore, le commandant fait préparer le navire pour l’appareillage dès que le lieutenant reviendrait de sa mission. Le 4 février, l’officier n’était pas revenu, il est prévenu à 3 h du matin que la baleinière s’était perdue, volée par les indigènes : le patron et deux hommes étaient rentrés à bord dans une embarcation d’osier en forme de corbeille. Le lieutenant et deux hommes se trouvaient dans l’anse du cap Desolatión.
Immédiatement, il fait armer un canot qui part avec des provisions pour 15 jours pour 11 hommes pour aller au secours de Murray, aller poursuivre les coupables et récupérer la baleinière volée. En 1830, le capitaine Robert FitzRoy, capture quatre indigènes de la Terre de Feu à la suite du vol de son bateau.
L'un d'entre eux, Jemmy Button a été payé avec un bouton en nacre, d'où son nom. Il n'est pas clairement déterminé si sa famille a accepté volontairement la vente ou s'il a été simplement kidnappé. Robert FitzRoy souhaitait les utiliser comme interprètes et espérait que cela faciliterait la communication entre l'équipage et les habitants de la Terre de Feu.
Pendant 18 jours, l'équipage essaie de retrouver le bateau volé sans succès.
Le capitaine Robert FitzRoy s'est particulièrement intéressé au sort de ces quatre otages cherchant à les entretenir, à les éduquer et à les évangéliser. En leur enseignant l’anglais et "les bonnes manières de la civilisation occidentale", il espérait que cela permettrait d'améliorer les conditions de leurs familles lorsqu'il les ramènerait sur leur terre natale de retour d'Angleterre.
Il leur a donné les noms et les âges qu’il estimait corrects pour eux : York Minster (26 ans), Boat Memory (20 ans), Jemmy Button (14 ans) et Fuegia Basket (la seule fille, 9 ans). Les noms originaux des trois premiers étaient respectivement el'leparu, o'run-del'lico et yok'cushly. Boat Memory est décédé de la variole juste après son arrivée en Angleterre et son nom donné par la communauté Yagan n'a pas été conservé .

## Arrivée en Angleterre
Le HMS Beagle accoste à Plymouth de son retour du voyage d'exploration entrepris à la mi-octobre 1830. Les journaux commencent à publier des articles exhaustifs sur ces visiteurs appartenant à l'ethnie Yagan et ces derniers sont devenus célèbres. À Londres, ils ont rencontré le roi Guillaume IV. La reine Adélaïde offre personnellement un chapeau à Fuegia Basket.

## Retour en Patagonie
Après un an de séjour à Londres, le capitaine Fitzroy ramène les trois personnes survivantes fuégiennes à grand frais. Il a emmené avec lui un jeune naturaliste, Charles Darwin lors du second voyage du HMS Beagle.
Après avoir éprouvé des difficultés à se souvenir du langage et des mœurs fuégiens, Jemmy s'est rapidement débarrassé de ses vêtements et de ses habitudes européennes. Quelques mois après son arrivée, il était amaigri, vêtu d'un seul pagne et portait des cheveux longs. Néanmoins, il refusa l'offre de revenir en Angleterre. Les trois ex-otages ont appris quelques bribes d'anglais à leurs familles.

## Le massacre dans la baie Wulaia
En 1855, un groupe de missionnaires chrétiens de la Société Missionnaire de Patagonie ont visité la baie Wulaia sur l'île Navarino. Ils remarquent que Jemmy avait conservé un bon niveau en anglais.
En 1859, un autre groupe de missionnaires est tué dans la baie Wulaia par l'ethnie Yagan, menée soi-disant par Jemmy et sa famille.
Au début de l'année 1860, Jemmy visite l'île Keppel et a fourni des preuves au sujet de l'enquête sur le massacre qui s'est déroulé à Port Stanley. Il nie toute responsabilité.

## Décès
En 1863, le missionnaire Waite Stirling a visité la Terre de Feu et rétablit le contact avec Jemmy ce qui permet d'améliorer les relations avec l'ethnie Yagan. En 1866, après le décès de Jemmy, Stirling emmène avec lui en Angleterre l'un des fils de Jemmy connu sous le nom de Threeboy.